# Лингва франка нова
Ли́нгва фра́нка но́ва (сокр. ЛФН — транскрипция «элэфэн»; Lingua Franca Nova, сокр. LFN — транскрипция elefen, «новый лингва франка») — международный искусственный язык, созданный американским психологом нидерландского происхождения Джорджем Буре (George Boeree) на основе лексики романских языков: французского, итальянского, испанского, португальского и каталанского языков. Грамматика языка базируется на принципах пиджинов и креольских языков.
Элэфэн был впервые опубликован в Интернете в 1998 году.

## Орфография и произношение
Для письма на ЛФН используются 22 буквы латинского алфавита. Однако кириллица тоже может использоваться:
| Латиница  | a     | b   | c   | d   | e     | f   | g   | h   | i     | j   | l   | m   | n     | o     | p   | r   | s   | t   | u     | v   | x   | z   |
| Кириллица | а     | б   | к   | д   | е     | ф   | г   | х   | и     | ж   | л   | м   | н     | о     | п   | р   | с   | т   | у     | в   | ш   | з   |
| IPA       | [a~ɑ] | [b] | [k] | [d] | [e~ɛ] | [f] | [ɡ] | [h] | [i/j] | [ʒ] | [l] | [m] | [n/ŋ] | [o~ɔ] | [p] | [r] | [s] | [t] | [u/w] | [v] | [ʃ] | [z] |
| Название  | a     | be  | ce  | de  | e     | ef  | ge  | hax | i     | je  | el  | em  | en    | o     | pe  | er  | es  | te  | u     | ve  | ex  | ze  |

## Особенности
Грамматика языка упрощённая, базируется на принципах пиджинов и креольских языков, возникших на романской основе, в частности, средневекового наречия лингва франка, от которого и происходит название.
Например, прошедшее и будущее времена глаголов образуются добавлением частиц ia и va:
- me come — я ем;
- me ia come — я ел;
- me va come — я буду есть.

Ещё одной креольской особенностью в ранней версии языка являлись личные местоимения, служившие одновременно притяжательными (me — «я» и «мой», tu — «ты» и «твой» и т. д.). В 2016 году притяжательные местоимения были добавлены как самостоятельные слова:
- Me («я») — mea («мой»);
- Nos («мы») — nosa («наш»);
- Tu («ты») — tua («твой»);
- Vos («вы») — vosa («ваш»);
- El («он», «она»[7]), lo («оно»), on («некто»[8]), los («они») — sua («его», «её», «их»).

## Википедия
Существует раздел википедии на этом языке — lfn:.
На 16 июля 2025 года в Википедии на лингва франка нова насчитывается 4463 статьи.

## Примеры текста
| Лингва франка нова был задуман, чтобы быть, прежде всего, простым, последовательным и лёгким для изучения языком международного общения. Он имеет следующие преимущества:                                  | Lingua Franca Nova es desiniada per es un lingua vera simple, coerente, e fasil aprendeda, per comunica internasional. El ave varios cualia bon:         |
| - Ограниченное число фонем. По звучанию он напоминает итальянский или испанский языки. | - El ave un numero limitada de fonemes. El sona simila a italian o espaniol.                                                                             |
| - Фонетическое правописание. Ни один ребёнок не должен тратить годы на изучение исключений. | - El es scriveda como el sona. No enfante deve pasa multe anios studia nonregulas.                                                                       |
| - Грамматические правила без исключений. В этом отношении он гораздо менее сложен, чем английский или индонезийский языки.                                                                                 | - El ave un gramatica vera simple e regula. El es min complicada en esta caso como engles o indonesian.                                                  |
| - Ограниченный и правильный набор продуктивных аффиксов для постоянного словопроизводства. | - El ave un grupo limitada e tota regula de afises produinte per crea parolas nova.                                                                      |
| - Хорошо определённый порядок слов в предложении, так же как и в ряде других языков. | - El ave regulas de la ordina de parolas bon definada, como multe linguas major.                                                                         |
| - Словарную базу, основанную на современных романских языках. Эти языки сами по себе широко распространены и влиятельны, а кроме того, послужили основой для большой части английского словарного состава. | - El ave un lista de parolas fundada en la linguas roman moderne. Esta linguas es comun e influensente, e ia contribui la parte major de parolas engles. |
| - Он задуман так, чтобы естественно принимать греко-латинские термины, фактически «мировой стандарт». | - El es desiniada per es asetante natural de parolas tecnical de latina e elenica, la «norma de mundo» per fato.                                         |
| - Он задуман так, чтобы выглядеть достаточно естественным для тех, кто знаком с романскими языками, но без дополнительных трудностей при изучении остальными.                                              | - El es desiniada per aperi plu parte «natural» per los ci comprende la linguas roman, ma no min fasil per otras.                                        |

### Отче наш
Лингва франка нова:

Nosa Padre ci es en la sielo,

Ta ce tua nom es santida.

Ta ce tua rena veni.

Ta ce tua vole aveni

sur la tera como en la sielo.

Dona oji nosa pan dial a nos,

e pardona nosa detas,

como nos pardona nosa detores,

e no lasa nos cade en tenta,

ma libri nos de malia.

Car la rena, la potia,

e la gloria es sempre la tua.

Amen
— Nosa padre
Русский текст:

Отче наш, сущий на небесах!

Да святится имя Твоё;

да приидет Царствие Твоё;

да будет воля Твоя

и на земле, как на небе;

хлеб наш насущный дай нам на сей день;

и прости нам долги наши,

как и мы прощаем должникам нашим;

и не введи нас в искушение,

но избавь нас от лукавого.

Ибо Твоё есть Царство и сила

и слава во веки.

Аминь.
— Мф. 6:9—13

### Падение дома Ашеров (отрывок)
Лингва франка нова:

Tra la intera de un dia gris, oscur, e sin sona, en la autono de la anio, cuando la nubes ia pende opresante basa en la sielos, me ia pasa ja solitar, sur cavalo, tra un rejion de campania estrema sombre; e final, a la prosimi de la ombras de la sera, me ia trova me ante la vista triste de la Casa de Usor.
Me no sabe como — ma, a mea regardeta prima a la construida, un senti de despera nontolerable ia permea mea spirito. Me dise «nontolerable», car la senti no ia es lejerida a cualce grado par acel emosia alga plasente, car poesial, con cual la mente reseta usual an la plu severes de la imajes natural de cosas ruinada o temable.
— Edgar Allan Poe. «La cade de la Casa de Usor» (переводчик Simon Davies)
Русский текст:

В продолжение целого дня, тусклого и беззвучного дня мрачной осени, под небом, обремененным низкими облаками, один, я проезжал, верхом, по странно-печальной равнине, и наконец, когда уже надвинулись вечерние тени, передо мной предстал угрюмый Дом Эшер.
Не знаю почему — но лишь только взглянул я на здание, чувство нестерпимой тоски охватило меня. Я говорю нестерпимой; потому что она отнюдь не была смягчена тем поэтическим, почти сладостным, ощущением, которое обыкновенно испытываешь даже перед самыми суровыми, перед самыми пустынными и страшными картинами природы.
— Эдгар Аллан По. «Падение дома Эшер» (переводчик К. Д. Бальмонт)

### Всеобщая декларация прав человека (статья 1)
Лингва франка нова:

Tota umanas es naseda como persones libre e egal en dinia e diretos. Los ave razona e consiensa e debe trata lunlotra con la spirito de fratia.
— Declara universal de diretos umana (переводчик Джордж Буре)
Русский текст:

Все люди рождаются свободными и равными в своем достоинстве и правах. Они наделены разумом и совестью и должны поступать в отношении друг друга в духе братства.
— Всеобщая декларация прав человека (статья 1)